# 大阪府立牧野高等学校
大阪府立牧野高等学校（おおさかふりつ まきのこうとうがっこう）は、大阪府枚方市南船橋一丁目にある公立高等学校。略称は「牧高」（まきこう）。

## 概要
全日制課程普通科を設置する。
大阪府立第101高等学校として設立されたことから、校章は101の文字が図案化されている。また、足をしっかりと踏ん張り、高く手をあげた姿になっており、生徒が健康にたくましく成長するようにとの願いも込められている。
本校では2年生が修学旅行に行く。
制服がなく、生徒は本校の標準服を着用するか、個人の私服を着用するか選択できる。過去には制服があったが、生徒会によって標準服化された。大部分の生徒は標準服を着用し、気温や好きなファッションに応じて自ら衣服の管理を行っている。ただし、体操服に関しては学校指定となっている。しかしながら、2019年度入学者より、標準服を制服化した。
2011年より、イングリッシュフロンティアハイスクールズG2グレード校に指定されている。

## 沿革
1975年3月13日に大阪府議会で仮称「大阪府立第101高等学校」設立のための建設予算が議決され、同4月1日には大阪府教育委員会事務局高等学校設立準備室で開校準備事務が行われた。
1975年6月6日に校舎の第1期工事着工、同12月22日に大阪府条例改正により大阪府立牧野高等学校の設置が決定した。
1976年1月1日付で大阪府条例により大阪府立牧野高等学校を設置し、同年4月1日に開校した。第一回入学式は校舎の屋上で行われた。

### 年表
- 1975年3月13日 -大阪府議会で建設予算が帰結。
- 1975年6月6日 - 第1期工事着工。この日を創立記念日とする[1]。
- 1976年1月1日 - 大阪府条例により大阪府立牧野高等学校を設置。
- 1976年4月1日 - 大阪府立牧野高等学校として開校。
- 1977年7月4日 - 食堂竣工
- 2000年 - 自由服化
- 2019年 - 制服化

## 出身者
- 井上行広 - 漫画家（10期生）
- Swish!（旧「SunSet Swish」） - 3人組ロックバンド
- 田丸浩史 - 漫画家（10期生）
- 殿村誠士 - 写真家（9期生）
- 増田裕之 - お笑い芸人（ルート33）
- 松浦雅也 - ミュージシャン。PlayStation用ゲームソフト『パラッパラッパー』など（2期生）
- ミスターちん - お笑いタレント（4期生）
- 木﨑太郎 - お笑い芸人 (祇園)
- 勝村久司 - 全国薬害被害者団体連絡協議会副代表世話人。2期生・元同校理科教員。
- 木下眞行 - 飲食店経営者
- 中西正男 - 芸能記者
- 太田敦 -日本共産党前奈良県議会議員

## 交通
- 京阪本線 牧野駅 北東へ約1.5km。
- 京阪バス 牧野高校前バス停すぐ